# Viola minutiflora
Viola minutiflora är en violväxtart som beskrevs av Rodolfo Amando Philippi. Viola minutiflora ingår i släktet violer, och familjen violväxter. Inga underarter finns listade i Catalogue of Life.